# Báld
Báld (románul Balda, németül Balden) falu Romániában, Erdélyben, Maros megyében. Közigazgatásilag Nagysármáshoz tartozik.

## Fekvése
Marosvásárhelytől 45 km-re északnyugatra, a Mezőségi-patak bal partján fekszik. Nagysármástól 4 km-re délnyugatra van.

## Története
1332-ben Bald néven említik először, a falunak már akkor volt temploma, amely azóta elpusztult. Leégett a Báldi grófok U-alaprajzú romantikus kastélya is. 1910-ben 717, többségben román lakosa volt, jelentős magyar kisebbséggel. A trianoni békeszerződésig Kolozs vármegye Nagysármási járásához tartozott.
1992-ben 1171 lakosából 975 fő román, 99 magyar, 96 cigány, 1 pedig német volt.
A 2002-es népszámláláskor 1256 lakosa közül 1026 fő (81,7%) román, 151 (12,0%) cigány, 77 (6,1%) magyar, 1 (0,1%) német és 1 (0,1%) szerb volt.